# Rood hoorntjeswier
Rood hoorntjeswier (Ceramium virgatum) is een roodwiersoort uit de familie Ceramiaceae.

## Beschrijving
Rood hoorntjeswier is een roodwier dat in struiken groeit van zo'n 30 tot 40 cm hoog. Het heeft een duidelijk helder rode kleur. Het heeft een draadvormig blad dat onregelmatig en dichotoom vertakt is, waarbij de takken smaller worden naar gevorkte uiteinden.

## Verspreiding
Rood hoorntjeswier is wijdverspreid in de Noord-Atlantische Oceaan, de randzeeën en de Middellandse Zee. Hoewel deze soort hoofdzakelijk op stenen groeit, kan hij zich ook vasthechten aan andere planten. Rood hoorntjeswier voelt zich thuis in de onderste getijdenzone en beneden de laagwaterlijn.